# Provincia di Messina (Regno delle Due Sicilie)
La provincia di Messina fu la XVII provincia del Regno delle Due Sicilie. Fu istituita nel 1817 con la denominazione di Valle minore di Messina ed entrò in vigore l'anno seguente.

## Storia
Nel 1812, i Borbone, nel tentativo di modernizzare la Sicilia, divisero i tre tradizionali Valli di Noto, Demone, di Mazara in 23 distretti, secondo i dettami della Costituzione promulgata quell'anno; tuttavia, queste disposizioni non saranno applicate de facto. L'11 ottobre 1817, Re Ferdinando I delle Due Sicilie varò il Real Decreto n. 932, che riformò la ripartizione territoriale del Regno delle Due Sicilie a seguito della fusione della corona napoletana con quella siciliana, raggruppando i distretti in sette valli minori, sedi di Intendenze, sulla falsariga dei departments francesi sorti durante la Rivoluzione del 1789. Tra le sedi d'Intendenza vi era pure Messina, che comprendeva il distretto omonimo, nonché i distretti di Castroreale, Patti e Mistretta.
Il 9 dicembre 1820, con l'emanazione della Costituzione sempre da parte di Re Ferdinando I delle Due Sicilie, i sette valli vennero rinominati province. Al momento della costituzione della provincia, il capoluogo fu lasciato a Messina.
Con la conquista garibaldina del regno borbonico nel 1860, il 26 agosto, il decreto protodittatoriale n. 170, di Agostino Depretis, intitolato "Legge che chiama in vigore in Sicilia la legge comunale e provinciale del Regno d'Italia", estese anche alla Sicilia la legge Rattazzi, che trasformò i vecchi distretti in circondari. Il Regio Decreto 17 dicembre 1860, n. 4499, sull’annessione delle province siciliane al Regno di Sardegna decretò ufficialmente la soppressione della provincia.
La sede degli organi amministrativi era ubicata presso il palazzo Senatorio di Messina, distrutto dal terremoto del 1908.

## Suddivisione amministrativa
La provincia era suddivisa in successivi livelli amministrativi, gerarchicamente dipendenti dal precedente. Al livello immediatamente successivo alla provincia, vi erano i distretti che, a loro volta, erano suddivisi in circondari. I circondari erano costituiti dai comuni, l'unità di base della struttura politico-amministrativa dello Stato moderno, ai quali potevano far capo i villaggi, centri a carattere prevalentemente rurale.
La provincia comprendeva 4 distretti, suddivisi complessivamente in 27 circondari, 56 comuni e 95 villaggi. istituiti nel 1812 con la Costituzione del Regno di Sicilia e mutati nel tempo, secondo fattori quale l'unione di comuni o la separazione di terre, con la conseguente nascita di nuove città. Nel 1860, le suddivisioni risultavano essere le seguenti:
| Distretto   | Circondari              | Comuni | Abitanti (al 1860) |
| ----------- | ----------------------- | --- | ------------------ |
| Castroreale | Barcellona              | Barcellona (oggi Barcellona Pozzo di Gotto), Merì | 76 588             |
| Castroreale | Castroreale             | Castroreale | 76 588             |
| Castroreale | Francavilla             | Francavilla (oggi Francavilla di Sicilia), Gaggi, Malvagna, Mojo (oggi Mojo Alcantara), Mottacamastra (oggi Motta Camastra), Roccella (oggi Roccella Valdemone), Santa Domenica (oggi Santa Domenica Vittoria) | 76 588             |
| Castroreale | Montalbano              | Montalbano (oggi Montalbano Elicona) | 76 588             |
| Castroreale | Novara                  | Casalnuovo, Falcone, Furnari, Mazzarrà (oggi Mazzarrà Sant'Andrea), Novara (oggi Novara di Sicilia), Tripi | 76 588             |
| Castroreale | Savoca                  | Antillo, Casalvecchio (oggi Casalvecchio Siculo), Forzadagrò (oggi Forza d'Agrò), Limina, Locadi (oggi frazione di Pagliara), Roccafiorita, Santa Teresa (oggi Santa Teresa di Riva), Savoca                   | 76 588             |
| Castroreale | Taormina                | Gallodoro, Giardini (oggi Giardini Naxos), Graniti, Mola, Mongiuffi (oggi Mongiuffi Melia), Taormina | 76 588             |
| Messina     | Alì                     | Alì, Fiumedinisi, Guidomandri, Itala, Mandanice (oggi Mandanici), Pagliara, Roccalumera, San Ferdinando (oggi Nizza di Sicilia), Scaletta (oggi Scaletta Zanclea)                                              | 181 950            |
| Messina     | Arcivescovado           | Messina | 181 950            |
| Messina     | Galati                  | Galati (oggi Galati Marina, frazione di Messina), Santo Stefano di Briga (oggi frazione di Messina) | 181 950            |
| Messina     | Gazzi                   | Gazzi (oggi rione della III circoscrizione di Messina) | 181 950            |
| Messina     | Gesso                   | Bavuso (oggi Bauso, frazione di Villafranca Tirrena), Calvaruso (oggi frazione di Villafranca Tirrena), Gesso (oggi frazione di Messina)                                                                       | 181 950            |
| Messina     | Lipari                  | Lipari | 181 950            |
| Messina     | Milazzo                 | Condrò, Milazzo, Monforte (oggi Monforte San Giorgio), San Piero Monforte, Spadafora San Pietro | 181 950            |
| Messina     | Pace                    | Pace (oggi Pace del Mela) | 181 950            |
| Messina     | Priorato                | Messina | 181 950            |
| Messina     | Rametta                 | Rametta (oggi Rometta), Rocca (oggi Roccalumera), Saponara, Spadafora San Martino (oggi Spadafora), Valdina, Venetico                                                                                          | 181 950            |
| Messina     | Santalucia              | Gualtieri Sciaminò, San Filippo (oggi San Filippo del Mela), Santalucia (oggi Santa Lucia del Mela) | 181 950            |
| Mistretta   | Capizzi                 | Capizzi | 45 013             |
| Mistretta   | Cesarò                  | Cesarò, San Teodoro | 45 013             |
| Mistretta   | Mistretta               | Castelluccio (oggi Castel di Lucio), Mistretta, Reitano | 45 013             |
| Mistretta   | Sanfratello             | Sanfratello (oggi San Fratello) | 45 013             |
| Mistretta   | Santostefano            | Caronia, Motta d’Affermo, Pettineo, Santostefano (oggi Santo Stefano di Camastra), Tusa | 45 013             |
| Patti       | Naso                    | Capri (oggi Capri Leone), Frazzanò, Mirto, Naso, Santissimo Salvatore | 74 452             |
| Patti       | Patti                   | Giojosa (oggi Gioiosa Ionica), Librizzi, Patti, Montagnareale, Oliveri, Sorrentini (oggi frazione di Patti) | 74 452             |
| Patti       | Raccuja                 | Raccuja, San Pietro sopra Patti (oggi San Piero Patti), Ucria | 74 452             |
| Patti       | Sant'Agata di Militello | Alcara (oggi Alcara Li Fusi), Militello (oggi Militello Rosmarino), San Marco (oggi San Marco d’Alunzio), Sant'Agata di Militello                                                                              | 74 452             |
| Patti       | Santangelo              | Brolo, Ficarra, Martini, Piraino, Santangelo (oggi Sant’Angelo di Brolo), Sinagra | 74 452             |
| Patti       | Tortorici               | Castanea, Floresta, Galati (oggi Galati Mamertino), Longi, Tortorici | 74 452             |
| Totale      |                         | |                    |
| 4           | 27                      | 56 | 378 003            |

## Intendenti
| Nome e cognome    | Inizio dell'incarico | Fine dell'incarico | Qualifica   | Affiliazione | Note  |
| ----------------- | -------------------- | ------------------ | ----------- | ------------ | ----- |
| ?                 | 1º gennaio 1818      | ?                  | Intendente  | Borbonico    | —     |
| ?                 | ?                    | ?                  | Intendente  | Borbonico    | —     |
| Emanuele Pancaldo | 14 giugno 1860       | dicembre 1860      | Governatore | Garibaldino  | [ 9 ] |